# Torneo Regional Patagónico 2023
El Torneo Regional Patagónico o Torneo Regional de la Patagonia es una competencia regional de rugby en Argentina.
La competencia comienza en 2008 e incluye clubes de las uniones Valle del Chubut, Unión Austral, Alto Valle y Lagos del Sur, más las uniones de Santa Cruz y Tierra del Fuego que no compiten actualmente. 
Es uno de los 7 torneos clasificatorios para el Torneo del Interior y el campeonato de rugby en el que se enfrentan los mejores clubes de Argentina Torneo Nacional de Clubes.

## Participantes
- Bigornia Club.

- Jabalíes Rugby Club (El Bolson).

- Club Deportivo Portugués.

- Roca Rugby Club.

- Club Las Águilas.

- Puerto Madryn.

## Tabla
| Posición | Equipo              | Puntos | Jugados | Ganados | Empatados | Perdidos | PF  | PC  | Diferencia | Bonus Try | Bonus Defensa |
| -------- | ------------------- | ------ | ------- | ------- | --------- | -------- | --- | --- | ---------- | --------- | ------------- |
| 1        | Bigornia R.C.       | 22     | 5       | 4       | 1         | 0        | 220 | 81  | 139        | 4         | 0             |
| 2        | Roca R.C.           | 20     | 5       | 4       | 1         | 0        | 160 | 75  | 85         | 2         | 0             |
| 3        | Jabalíes R.C.       | 10     | 5       | 2       | 0         | 3        | 104 | 124 | -20        | 1         | 1             |
| 4        | Deportivo Portugués | 10     | 5       | 2       | 0         | 3        | 125 | 137 | -12        | 1         | 1             |
| 5        | Club Las Águilas    | 9      | 5       | 2       | 0         | 3        | 100 | 140 | -40        | 0         | 1             |
| 6        | Puerto Madryn       | 0      | 5       | 0       | 0         | 5        | 58  | 210 | -152       | 0         | 0             |

## Desarrollo
| Fecha      | Equipo local        | Resultado | Equipo visitante    |
| ---------- | ------------------- | --------- | ------------------- |
| 04/03/2023 | Club Las Águilas    | 19-25     | Deportivo Portugués |
| 04/03/2023 | Roca R.C.           | 27-27     | Bigornia R.C.       |
| 05/03/2023 | Jabalíes R.C.       | 27-10     | Puerto Madryn       |
| 11/03/2023 | Jabalíes R.C.       | 15-38     | Bigornia R.C.       |
| 12/03/2023 | Deportivo Portugués | 52-8      | Puerto Madryn       |
| 12/03/2023 | Roca R.C.           | 35-3      | Club Las Águilas    |
| 18/03/2023 | Puerto Madryn       | 9-47      | Bigornia R.C.       |
| 19/03/2023 | Club Las Águilas    | 32-15     | Jabalíes R.C.       |
| 19/03/2023 | Deportivo Portugués | 15-19     | Roca R.C.           |
| 26/03/2023 | Bigornia R.C.       | 62-14     | Deportivo Portugués |
| 26/03/2023 | Jabalíes R.C.       | 18-25     | Roca R.C.           |
| 26/03/2023 | Puerto Madryn       | 19-30     | Club Las Águilas    |
| 31/03/2023 | Bigornia R.C.       | 46-16     | Club Las Águilas    |
| 01/04/2023 | Deportivo Portugués | 19-29     | Jabalíes R.C.       |
| 01/04/2023 | Roca R.C.           | 54-12     | Puerto Madryn       |